# Священническое братство святого Пия X
Священническое братство святого Пия Х (лат. Fraternitas Sacerdotalis Sancti Pii X, также FSSPX) — международное католическое объединение священников-традиционалистов, основанное французским архиепископом Марселем Лефевром.
Братство святого Пия X является институтом Римско-католической церкви, который был создан согласно требованиям канонического права и официально признан церковными властями (Фрибур, Швейцария) 1 ноября 1970 года.
Братство св. Пия X отвергает многие нововведения Второго Ватиканского собора, продолжая служение Тридентской мессы по миссалу 1962 г., а также сохраняя другие неотъемлемые элементы Церкви до проведённых реформ. FSSPX представляет собой институт апостольской жизни, основной задачей которого является аутентичная, традиционная формация католических священников. В отличие от седевакантистов, с которыми зачастую путают Братство св. Пия X, FSSPX признаёт всех Римских Пап и поминает во время месс действующего понтифика и местного епископа. Членами Братства являются не только семинаристы и священники, но также и монахи, сёстры и облаты. Существует также третий Орден для мирян.
Наибольшее количество приверженцев Братства сосредоточено во Франции, Германии, Швейцарии и Австрии. Генеральным настоятелем Братства является итальянский священник Давиде Пальярани, сменивший епископа Бернара Фелле. Часовни Братства св. Пия X имеются также в Москве, Санкт-Петербурге и Минске.

## История Братства св. Пия Х

### Основание
Равно как и традиционалистское движение в целом, Братство св. Пия X возникло в условиях противостояния изменениям в Римско-католической церкви, последовавшим за II Ватиканским собором (1962—1965). Основателем и центральной фигурой Братства был французский архиепископ Марсель Лефевр, который служил в Католической церкви в качестве апостольского делегата во франкоязычной Африке, архиепископа Дакара и генерального настоятеля Конгрегации Святого Духа.
После своей отставки с поста генерального настоятеля конгрегации Отцов Святого Духа в сентябре 1968 года, архиепископ Лефевр жил в Риме, ведя уединённый образ жизни. Когда во Французской cеминарии в Риме было отменено множество дисциплинарных правил (ношение сутаны, обязательная ежедневная месса, и т. д.), и подвергнуты сомнению некоторые положения нравственности, некоторые семинаристы обратились к нему за помощью: Лефевр был известен, так как Французская семинария находилась под управлением Отцов Святого Духа. Сначала он отказывался, ссылаясь на отсутствие всего, что необходимо, но в результате согласился предпринять некоторые действия по просьбам семинаристов, арендовав дом во Фрибуре в Швейцарии. Семинаристы жили в этом доме, ходили на занятия в еще не затронутый изменениями доминиканский Университет Фрибура, а другие семинаристы продолжали занятия в Латеранском университете в Риме.
В 1969—1970 годах появился Новый чин мессы, который постепенно вытеснял Тридентскую мессу. Фрибурские семинаристы, обеспокоенные мыслью о том, что после рукоположения им придётся возвращаться в свои епархии под начало епископов-модернистов, попросили архиепископа учредить Братство, которое объединило бы их для защиты сана. После консультации с высокопоставленными прелатами и их одобрения, Лефевр написал Положение о Братстве святого Пия X, а 1 ноября 1970 года оно было официально одобрено поместным епископом, Франсуа Шарьером.
Когда архиепископ Лефевр решил обучать священников, которые служили бы только древнюю латинскую мессу, он предполагал, что рано или поздно возникнет конфронтация с теми, кто продвигал обновление Католической церкви, особенно посредством литургической реформы.

### Отношения с Ватиканом
На ежегодной встрече в Лурде в 1972 году французские епископы назвали Эконскую семинарию «дикой» и «опасной». 11—13 ноября 1974 года по требованию тех же епископов, два апостольских визитатора прибыли Экон и провели там 48 часов, целью визита была проверка доктринальной ортодоксии семинарии, поэтому они расспрашивали семинаристов и священников, наблюдали за дисциплиной, присутствовали на занятиях. 21 ноября 1974 года, возмущённый процедурой визитации, архиепископ Лефевр написал свою знаменитую декларацию: «Мы всем сердцем привержены Вечному Риму…». 6 мая 1975 года церковные власти предложили Лефевру закрыть семинарию. Братство было запрещено новым епископом Фрайбурга, монсеньором Мами, но Лефевр продолжил свою деятельность.
Несмотря на противодействие церковных властей, 29 июня 1976 года были рукоположены́ в священники 12 выпускников семинарии. В своей проповеди архиепископ Марсель Лефевр обратился к Булле «Quo Primum» св. Папы Пия V, гласящей, что любое осуждение Тридентской мессы недействительно: «А также признаём, что этот Служебник… может свободно и законно использоваться, безо всякого смущения совести или опасения подпасть под какое-либо наказание, осуждение или презрение, и Апостольской властью сим актом позволяем и разрешаем это навечно. Никакие епископы… и кто-либо ещё из белого, как-либо титулованного, или чёрного духовенства не должны быть принуждаемы к служению иной, нежели нами установленной, литургии». 11 июля 1976 года Конгрегация епископов наложила на архиепископа Лефевра прещение «suspens divinis», то есть запрещение в священнослужении, однако формально Лефевр продолжал оставаться в лоне Римско-католической церкви.
В конце 1970-х—начале 1980-х годов Лефевр неоднократно вызывался в Рим для расследования его деятельности, встречался с папами Павлом VI и Иоанном Павлом II и не прекращал критику обновленчества Католической церкви. Особо Братство критиковало посещение Иоанном Павлом II синагоги в Риме 13 апреля 1986 года, а также организованную Святым Престолом молитву за мир представителей всех религий в Ассизи 27 октября того же года. В этот период продолжался рост числа приверженцев католической традиции, Братство распространило свою деятельность на ряд стран и, несмотря на все указания Рима, службы священниками Братства продолжали совершаться по старому чину. Одновременно подчёркивалось признание себя неотделимой частью Римско-католической церкви, на службах поминался Папа римский и местные епископы.

### Рукоположения 1988 года в Эконе
Результатом контактов руководителей Братства с Ватиканом стали шаги по нормализации отношений. 3 октября 1984 года был издан индульт Конгрегации св. Обрядов, легализовавший Традиционную мессу во всём мире, 5 мая 1988 года кардиналом Йозефом Ратцингером и архиепископом Лефевром был подписан примирительный протокол. Однако именно после попыток примирения разгорелся самый серьезный конфликт.
В 1987 году архиепископу Лефевру исполнился 81 год, в случае его смерти Братство стало бы зависеть от епископов, не принадлежащих к Братству. Чувствуя приближение смерти, 30 июня 1988 года он вместе с бразильским епископом Антонио де Кастро Майером рукоположил без санкции Папы четырёх новых епископов. Такой шаг был продиктован стремлениями сохранить возможность рукополагать новых священников-традиционалистов, для чего необходимо не менее двух епископов. Лефевр утверждал, что его действия были необходимы, потому что традиционная форма католической веры и таинств исчезнет без традиционалистского духовенства. Он назвал рукоположения Эконе «операцией выживания» («opération survie»), сославшись в свою защиту на каноны 1323 и 1324 Кодекса канонического права, в первом из которых говорится, что не подлежит никакому наказанию за нарушение закона или предписания человек, который «действовал, принуждаемый сильным страхом (пусть даже сильным лишь относительно) либо по необходимости или вследствие значительного неудобства, если только совершённый им акт не был по существу злонамеренным и не причинил вреда душам», в то время как другой канон гласит, что «лицо, совершившее правонарушение, не освобождается от наказания; однако наказание, установленное законом или предписанием, должно быть смягчено или заменено покаянием, если преступление было совершено… тем, кто ошибочно, однако по собственной вине полагал, что имеет место одно из обстоятельств, о которых говорится в кан. 1323, 4-е или 5-е». На следующий день Конгрегация по делам епископов издала указ об отлучении от церкви как рукополагавших, так и рукоположённых епископов: Бернара Фелле, Уильяма Ричардсона, Альфонсо де Галаретту и Бернара Тиссье де Маллере. 2 июля Папа Иоанн Павел II издал апостольское письмо, известное как Ecclesia Dei, в котором он осудил действия Лефевра.
Часть священников-традиционалистов, не одобрившая хиротонии епископов без разрешения Ватикана, вышла из Братства и при одобрении католических властей ими создано Братство святого Петра.
В 2009 году отлучения епископов были сняты Папой Бенедиктом XVI.

### Современность
В 1991 году Марсель Лефевр умер. Генеральным настоятелем Братства в 1994 году стал епископ Бернар Фелле, а в 2018 году Давиде Пальярани.
Главной проблемой, связанной с Братством св. Пия X в настоящее время является его неурегулированный канонический статус, являющийся предметом споров с момента рукоположений в Эконе в 1988 году. В последние годы Братство получает всё большее признание своей деятельности Святейшим Престолом. В 1999 году кардинал Ратцингер — будущий Папа римский — отслужил Тридентскую мессу в Веймаре. В начале 2000-х годов возобновились контакты руководства братства с официальными властями церкви. В августе 2000 года 6 тысяч приверженцев Братства совершили паломничество в четыре главные римские базилики, прошли переговоры с префектом Конгрегации по делам духовенства кардиналом Дарио Кастрильоном Ойосом. В декабре того же года глава Братства Бернар Фелле встретился в Ватикане с Иоанном Павлом II. 29 августа 2005 года Бенедикт XVI дал аудиенцию трём епископам-членам Братства, где обсуждались пути восстановления единства. 8 сентября 2006 года группа исключенных из Братства священников во главе с Филиппом Лагери с согласия Папы Бенедикта XVI основало общество апостольской жизни «Институт Доброго пастыря». Путь примирения братства со Святым Престолом продвинулся в 2007 году после подписания папой Бенедиктом XVI указа motu proprio «Summorum Pontificum» о возможности свободно служить Тридентскую мессу. Братство выразило благодарность Папе за этот шаг.
21 января 2009 года было отменено отлучение епископов Бернара Фелле, Бернара Тиссье де Маллере, Ричарда Уильямсона и Альфонсо де Галарреты
20 ноября 2016 года Святой Престол наделил священников Братства постоянной канонической юрисдикцией для отпущения грехов всем католикам (Misericordia et Misera, 12), а позднее, 4 апреля 2017 года, епископам также было разрешено допускать священников Братства при заключении церковного брака. Кроме того, Ватикан назначил судьёй епископа Фелле в каноническом процессе против одного из священников Братства.
Хотя Братство не указано в Annuario Pontificio как признанное общество апостольской жизни, оно тем не менее получило множество значительных пособий, которые обычно предоставляются только признанным орденам и обществам. В издании «Angelus» священник Братства Франсуа Книттель писал: «Церковные власти постепенно признали законность и действительность служения, осуществляемого священниками Братства св. Пия X».
По состоянию на 22 апреля 2018 года в рамках Братства св. Пия X насчитывается 637 священников, присутствующих в 37 странах и действующих еще в 35 772 точках отправления богослужений, 167 приоратов, 123 монаха, 200 монахинь, 79 облатов, 204 семинариста в шести семинариях, 56 мужчин в трёх предсеминариях, более 100 школ, 7 домов престарелых, 4 кармелитских монастыря, 19 сестер-миссионерок в Кении и 2 института университетского уровня. Летом 2018 года в Цайцкофене был рукоположён Виктор Пасичник — первый русский священник Братства.